# Franz Hessel

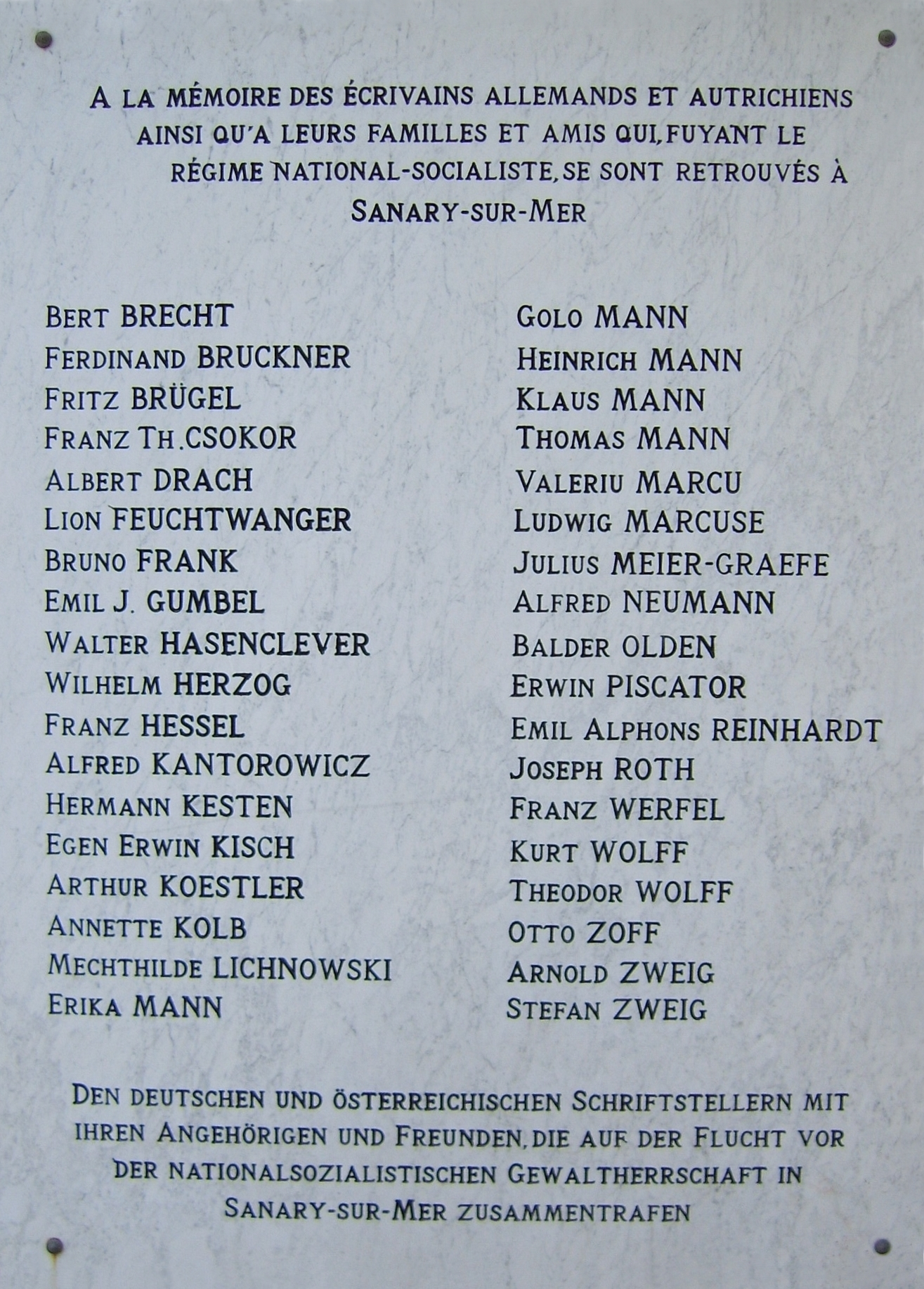
Memorial a Sanary-sur-Mer dels refugiats alemanys i austríacs que escapaven del nazisme, incloent-hi el nom de Franz Hessel. L'autor moriria en aquesta ciutat francesa.

Franz Hessel (nascut el 21 de novembre de 1880 a Szczecin, aleshores anomenada Stettin, mort el 6 de gener de 1941 a Sanary-sur-Mer) va ser un escriptor, editor i traductor alemany d'origen jueu. És tan conegut per la seva obra literària i periodística com per la seva amistat i col·laboració amb el filòsof Walter Benjamin, conjuntament amb qui va traduir del francès a l'alemany la sèrie de novel·les A la recerca del temps perdut, de Marcel Proust.
Es va dedicar a la traducció d'altres autors com Giacomo Casanova, Stendhal i Honoré de Balzac Influït pels moviments francesos de finals del segle xix, va ser un dels introductors de la idea de flânerie a Alemanya. La influència és visible a la seva obra Passejos per Berlín. Després del pogrom nazi conegut com la "nit dels vidres trencats", Franz Hessel va decidir abandonar Alemanya, i es va instal·lar a França. Anys més tard, Hessel va ser la inspiració del personatge de Jules a la novel·la de Henri-Pierre Roche Jules i Jim. És el germà de l'historiador Alfred Hessel i pare del diplomàtic Stéphane Hessel.

## Recepció
Walter Benjamin veia en l'obra de Franz Hessel la construcció d'una mitologia sobre la metròpoli de Berlín de finals del segle xix i començaments del XX, comparant-lo amb l'obra Paysan de Paris de Louis Aragon. D'altra banda, Kurt Tucholsky veia en ell l'obra d'un poeta més que no pas d'un novel·lista, i en remarca la precisió i detall de l'escriptura de Teigwaren leicht gefärbt, "que gairebé podria haver estat escrit per una dona". Actualment, des de 2010, hi ha un premi literari franco-alemany anomenat Premi Franz Hessel.

## Obres
- Der Kramladen des Glücks (novel·la, 1913)
- Pariser Romanze (novel·la, 1920)
- Teigwaren leicht gefärbt (articles i prosa breu, 1926)
- Heimliches Berlin (novel·la, 1927)
- Nachfeier (articles i prosa breu, 1929)
- Spazieren in Berlin (prosa breu, 1929)
- Marlene Dietrich (biografia, 1931)
- Ermunterungen zum Genuß (articles i prosa breu, 1933)
- Alter Mann (fragment pòstum, 1987)